# 土红牛肝菌
土红牛肝菌（学名：拉丁語：），是牛肝菌科牛肝菌属的一种真菌。较厚，菌肉呈黄色，伤变深蓝色。生长在林中地上。分布于四川。可食用。